# Armoriale dei comuni della provincia di Brescia
Questa pagina contiene le armi (stemmi e blasonature) dei comuni della provincia di Brescia.
| Stemma                                            | Comune e blasonatura | Gonfalone e/o Bandiera        |
| ------------------------------------------------- | --- | ----------------------------- |

Stemma della Provincia di Brescia

|                                                   | Acquafredda D'argento, alla figura di donna, in maestà, di carnagione, capelluta di nero, con i piedi ignudi, vestita di nero con grembiule di azzurro, travasante acqua d'argento dall'anfora d'oro, tenuta con la mano destra posta in sbarra, ad altra anfora, dello stesso, tenuta con la mano sinistra e posta in banda. Ornamenti esteriori da Comune. Decreto del 23 gennaio 1989 Gonfalone: Drappo partito di bianco ed azzurro, riccamente ornato di ricami d'argento e caricato dello stemma comunale con la iscrizione centrata in argento recante la denominazione del comune. |                               |
|                                                   | Adro Di verde, alla lettera maiuscola A, di argento, con la sommità smussata, accompagnata da tre grappoli d'uva d'oro, con i tralci e i viticci dello stesso, due grappoli in capo, uno in punta, più grande con il pampino d'oro caricante il grappolo D.P.R. del 22 aprile 2008 Gonfalone: Drappo troncato di giallo e di bianco, riccamente ornato di ricami d'argento e caricato dallo stemma sopra descritto con la iscrizione centrata in argento, recante la denominazione del Comune. Le parti di metallo ed i cordoni saranno argentati. L'asta verticale sarà ricoperta di velluto dei colori del drappo, alternati, con bullette argentate poste a spirale. Nella freccia sarà rappresentato lo stemma del Comune e sul gambo inciso il nome. Cravatta con nastri tricolorati dai colori nazionali frangiati d'argento |                               |
|                                                   | Agnosine D'azzurro, al monte di verde, movente dalla punta con nodrito in sommo una quercia fustata al naturale, fogliata di verde; la sommità del monte sostenente un agnello d'argento pascente ed attraversante il tronco dell'albero. Gonfalone: Drappo di azzurro. | NON PERVENUTO                 |
|                                                   | Alfianello Di azzurro, all'avambraccio di carnagione, uscente dal fianco sinistro dello scudo, che stringe con la mano tre spighe di grano, fruttate e fogliate d'oro. Ornamenti esteriori da Comune. D.P.R. del 7 aprile 1959 Gonfalone: Drappo di azzurro… |                               |
|                                                   | Anfo Troncato: il primo, campo di cielo; il secondo, d'azzurro fluttuoso d'argento; alla fascia diminuita di verde, posta sulla troncatura: i due punti e la fascia attraversati dalla grande rupe di argento, uscente dal fianco destro, dalla sommità dello scudo alla metà del canton destro della punta, essa rupe sostenente all'altezza del punto d'onore la rocca di rosso, formata dalla torre coperta, fondata sul ciglio della rupe e posta sul campo di cielo, e dall'edificio rovinato, unito alla torre e posto sull'argento. Sotto lo scudo su lista bifida e svolazzante di azzurro, il motto in lettere maiuscole di nero: AB ANNO MLXXXVI ARX NOSTRA. Gonfalone: Drappo partito di bianco e di rosso, al centro del gonfalone è posto lo stemma del comune. D.P.R. del 5 giugno 2001 |                               |
|                                                   | Angolo Terme Campo di cielo, ad un torrente scendente da una giogaia di ghiacci nel quale si abbeverano tre cervi. Lo stesso, accostato da abeti, attraversa un terreno erboso di montagna ed un ponte romano ad una luce. Il tutto al naturale. Ornamenti esteriori da Comune. Gonfalone: Drappo d'azzurro riccamente ornato di ricami d'argento e caricato dello stemma con la iscrizione centrata in argento: Comune di Angolo Terme. Le parti di metallo ed i cordoni saranno argentati. L'asta verticale sarà ricoperta di velluto azzurro con bullette argentate poste a spirale. Nella freccia sarà rappresentato lo stemma del Comune e sul gambo inciso il nome. Cravatta e nastri tricolati dai colori nazionali frangiati d'argento. D.P.R. del 10 giugno 1966 |                               |
|                                                   | Artogne Partito: nel primo, d'oro, alla torre munita di due torrette, la prima e la seconda prive di merli, di rosso, essa torre chiusa e finestrata di quattro, due e due, poste in fascia, di nero, mattonata dello stesso; nel secondo, di rosso, all'albero sradicato d'oro. Ornamenti esteriori da Comune. Gonfalone: Drappo partito di rosso e di giallo. D.P.R. del 5 febbraio 1987 |                               |
|                                                   | Azzano Mella D'azzurro, al giglio di Firenze d'oro. Ornamenti esteriori da Comune. Gonfalone: Drappo partito di giallo e di azzurro… D.P.R. del 23 gennaio 1986 |                               |
|                                                   | Bagnolo Mella D'argento, alla croce di rosso, accantonata da quattro stelle di cinque punte dello stesso. Ornamenti esteriori da Comune. D.P.C.M. del 23 giugno 1949 Gonfalone: Drappo a tre punte di colore blu, caricato dello stemma, riccamente ornato di fregi d'argento e sospeso mediante un bilico mobile ad un'asta terminante in punta da freccia. |                               |
| NON PERVENUTO                                     | Bagolino Di azzurro, a tre monti di verde, i monti laterali fondati in punta, il monte posto a destra con i declivi visibili, il monte posto a sinistra con il declivo in sbarra parzialmente celato dal monte posto a destra, il monte centrale più alto, posto in secondo piano e con i declivi parzialmente celati dai monti predetti, esso monte centrale cimato dalla croce latina d'oro, allargata trapezoidalmente nelle estremità dei bracci. Ornamenti esteriori da Comune. Gonfalone: Drappo di giallo. D.P.R. del 16 gennaio 1995 |                               |
|                                                   | Barbariga Partito: nel primo d'azzurro, allo sperone d'oro, posto in sbarra con in basso la sua rotella in guisa di stella a dieci punte, al capo d'Angiò; nel secondo, d'oro alla torre di rosso, merlata alla guelfa e aperta di nero. Ornamenti esteriori da Comune. Gonfalone: Drappo di azzurro. |                               |
|                                                   | Barghe Di azzurro, al badile e al piccone di argento, manicati di legno, in decusse, e alla lampada da minatore, accollata sull'incrocio dei due arnesi, accostati in capo e in punta da due api d'oro, dal volo spiegato. Ornamenti esteriori da Comune. Gonfalone: Drappo partito di rosso e di bianco Al centro del gonfalone è posto lo stemma del comune. |                               |
|                                                   | Bassano Bresciano D'argento, al cipresso di verde, fustato e sradicato di rosso, accompagnato nei fianchi destro e sinistro dalle lettere C e B in lettere maiuscole romane di azzurro. Ornamenti esteriori da Comune. Gonfalone: Drappo partito di rosso e di azzurro. D.P.R. del 3 novembre 1987 |                               |
| Riconosciuto anche uno stemma storico             | Bedizzole Di rosso, a tre gigli d'argento, accompagnati in capo dalla corona all'antica di cinque punte visibili rovesciata d'oro, il cerchio gemmato centralmente di rosso e lateralmente di verde, le cinque punte cimate ognuna da una sferetta d'oro. Gonfalone: Drappo partito di bianco e di giallo… D.P.R. del 29 ottobre 2012 |                               |
|                                                   | Berlingo Di nero, alle due torri d'argento, aperte, finestrate in fascia di due, murate del campo, merlate alla ghibellina di cinque, accompagnate in capo dalla stella di sei raggi d'argento, fondate sulla campagna d'azzurro, fluttuosa d'argento. Ornamenti esteriori da Comune. D.P.R. del 25 luglio 1987 Gonfalone: Drappo di bianco… |                               |
|                                                   | Berzo Demo D'azzurro, ad un gambo di grano saraceno in palo, fogliato di tre al naturale, con la parte inferiore caricata di tre cilindri di argento diseguali disposti in fascia. D.P.R. del 15 dicembre 1981 Gonfalone: Drappo partito di azzurro e di giallo. D.P.R. del 15 dicembre 1981 |                               |
|                                                   | Berzo Inferiore D'argento, al focolare trapezoidale, fondato in punta, di rosso, mattonato di nero, cimato dalla fiamma al naturale, esso focolare accompagnato in alto a destra dallo scudetto di azzurro, caricato dell'aquila d'oro, con il volo abbassato, sostenuta dalla zolla d'oro, fondata in punta, e in alto a sinistra dalla stella a sei raggi, di azzurro. Ornamenti esteriori da Comune. D.P.R. del 9 ottobre 2002 Gonfalone: Drappo di azzurro… |                               |
|                                                   | Bienno Troncato di rosso e di nero. Gonfalone: Drappo partito di rosso e di nero. |                               |
|                                                   | Bione Partito di rosso e di verde, alla spada di argento guarnita d'oro, posta in banda con la punta all'ingiù, decussata con la penna d'oca, di argento, posta in sbarra, attraversante, spada e penna attraversanti sulla partizione e attraversate dal giogo della bilancia di acciaio al naturale, di due coppe e con il coltello attraversante. Ornamenti esteriori da Comune Gonfalone: Drappo partito di verde e di rosso… D.P.R. dell'8 giugno 2007 |                               |
|                                                   | Borgo San Giacomo D'azzurro, al biscione d'argento, ingollante un putto dello stesso, accompagnato nel cantone sinistro del capo da due spade del secondo, guarnite d'oro, decussate, con le punte all'insù. Ornamenti esteriori da Comune. Gonfalone: Drappo di azzurro… |                               |
|                                                   | Borgosatollo D'azzurro, alla pecora rampante, rivolta, al naturale. Ornamenti esteriori da Comune. D.C.G. del 28 agosto 1931 Gonfalone: Drappo azzurro con al centro lo stemma… |                               |
|                                                   | Borno Troncato con un filetto rosso in fascia: nel primo al monte al naturale di verde, soprastante un castello ad una torre, mattonato e finestrato di nero, ai lati tre cipressi; nel secondo di nero, all'aratro d'oro. Ornamenti esteriori da Comune. Gonfalone: Drappo di azzurro… R.D. del 16 novembre 1933. |                               |
|                                                   | Botticino Partito semitroncato: nel 1° d'azzurro, alla botte d'argento, cerchiata di nero; nel 2° di verde, alla fabbrica d'oro, sinistrata da una ciminiera fumante pure d'oro; nel 3° di rosso, alla colonna ionica d'argento. Ornamenti esteriori da Comune. Gonfalone: Drappo partito di bianco e di azzurro. D.P.R. del 7 febbraio 1971 |                               |
|                                                   | Bovegno D'azzurro, al giglio dorato, sormontato dalle lettere C B poste nei cantoni. Ornamenti esteriori da Comune. Gonfalone: Drappo di bianco bordato di azzurro. D.P.R. del 19 settembre 1995 |                               |
|                                                   | Bovezzo D’argento al cipresso di verde, nodrito sulla campagna di verde e sostenente con la sua cima un cappello d'oro. Ornamenti esteriori da Comune. Gonfalone: Drappo di azzurro… |                               |
|                                                   | Brandico Di rosso, alla banda ondata d'argento, caricata in cuore da tre monti all'italiana, posti 1, 2, d'oro, e accompagnata da una spiga d'oro uscente dalla punta. Ornamenti esteriori da Comune. Gonfalone: Drappo trinciato di azzurro e di bianco. |                               |
|                                                   | Braone Inquartato: nel primo, di rosso, a nove bisanti d'oro, ordinati in fascia su tre file, quattro, due, tre; nel secondo, d'argento, all'arco di pietra al naturale, a tutto sesto, fondato sulla partizione; nel terzo, d'argento, a due colonne, con semicapitelli romanici reggenti la trabeazione triangolare, il tutto di pietra al naturale; nel quarto di verde, al torrente d'azzurro, scorrente in banda sul greto sassoso tra due bassi muri, il tutto di pietra al naturale, e accompagnato in punta dalla ringhiera di nero, posta in fascia e fondata sulla pianura d'argento. Ornamenti esteriori da Comune. D.P.R. n. 4016 del 4 ottobre 1984 Gonfalone: Drappo di azzurro… |                               |
| Presente anche un'altra versione dello stemma     | Breno D'azzurro, al cervo al naturale, accosciato sopra la campagna erbosa di verde con un'aquila al naturale, coronata d'oro, volante ed afferrante con le sue branche il cervo. Gonfalone: Drappo di azzurro… |                               |
|                                                   | Brescia Scudo d'argento cimato da una corona con cinque fioroni e quattro punte gemmate. In campo un leone d'azzurro, armato, linguato e codato di rosso con il motto "Brixia Fidelis" Gonfalone: Drappo diviso in due teli, bianco e celeste. Nel centro campeggia lo stemma del comune. Sul verso le immagini dei santi Faustino e Giovita. |                               |
|                                                   | Brione Su sfondo argento, ad un monte a tre cime all'italiana di verde, sulla terrazza dello stesso, e accostato in capo dello scudo, da tre stelle, di azzurro, raggiate di sei, e mal disposte in campo. Gonfalone: Drappo di azzurro… |                               |
|                                                   | Caino Partito di rosso e di argento alle due clave noderose di legno al naturale, poste in decusse, con le impugnature all'ingiù, la clava in sbarra attraversante.. Gonfalone: Drappo di bianco con la bordatura di rosso. D.P.R. del 16 febbraio 1999 |                               |
|                                                   | Calcinato D'azzurro, alla spiga di grano d'oro, posta in palo, impugnata con due ramoscelli d'alloro, uno in banda, l'altro in sbarra, di verde; al capo di rosso, caricato della croce d'argento. Ornamenti esteriori da Comune. Gonfalone: Drappo di colore rosso con ricami ed iscrizione in argento… D.P.R. del 25 marzo 1998 | NON PERVENUTO                 |
|                                                   | Calvagese della Riviera Di rosso, al giglio araldico d'argento. Capo d'azzurro a tre crocette d'oro ordinate in fascia. Ornamenti esteriori da Comune. R.D. del 3 luglio 1930 Gonfalone: Drappo di azzurro. |                               |
|                                                   | Calvisano D'oro, al cane rampante di rosso; al capo pure d'oro, all'aquila spiegata, coronata di nero. Ornamenti esteriori da Comune. D.C.G. del 9 dicembre 1930 Gonfalone: Drappo d'azzurro… R.D. 3 luglio 1930, RR.LL.PP. 2 maggio 1932 |                               |
|                                                   | Capo di Ponte D'azzurro, alla spada posta in banda d'argento, manicata d'oro e decussata con un ramo di alloro di verde, attraversata da una bilancia d'oro. Motto: IUSTITIA ET PAX D.C.G. del 2 settembre 1928 Gonfalone: Drappo di rosso… |                               |
|                                                   | Capovalle D'argento, a due alabarde decussate di nero, accompagnate in capo da una crocetta scorciata di rosso e in punta da un abete di verde, fustato al naturale; alla fascia rialzata di rosso, a quattro sbarre d'oro, posta sul tutto. Cimiero: un'aquila nell'atto di spiccare il volo al naturale. Gonfalone: Un drappo di colore azzurro riproducente lo stemma. |                               |
|                                                   | Capriano del Colle Inquartato: il primo, il terzo ed il quarto d'azzurro, ad una stella d'oro raggiata di cinque; il secondo di rosso, alla sbarra d'oro. Ornamenti esteriori da comune. D.P.R. del 26 dicembre 1963 Gonfalone: Drappo partito, di giallo e di azzurro, riccamente ornato di ricami d'argento e caricato dello stemma comunale con la iscrizione centrata in argento: COMUNE DI CAPRIANO DEL COLLE. Le parti di metallo ed i cordoni saranno argentati. L'asta verticale sarà ricoperta di velluto dei colori del drappo alternati, con bullette argentate poste a spirale. Nella freccia sarà rappresentato lo stemma del Comune e sul gambo inciso il nome. Cravatta nastri tricolorati dai colori nazionali frangiati d'argento. |                               |
|                                                   | Capriolo D'argento, al capriolo posto in banda, nell'atto di spiccare un balzo, il tutto al naturale. Ornamenti esteriori da Comune. Gonfalone: Drappo di azzurro. | NON PERVENUTO                 |
|                                                   | Carpenedolo D'argento, all'albero al naturale, nodrito nella campagna di verde. Ornamenti esteriori da Comune. D.P.R del 26 settembre 1960 Gonfalone: Drappo partito di bianco e di verde. D.P.R. del 28 aprile 1961 |                               |
|                                                   | Castegnato D'azzurro, al ramo di castagno con riccio aperto e fogliato in più ramoscelli. Ornamenti esteriori da Comune. D.C.G. del 3 aprile 1933 Gonfalone: Drappo di bianco… |                               |
|                                                   | Castel Mella D'argento, al fortilizio al naturale, posto di tre quarti, con l'angolo destro diruto. Ornamenti esteriori da Comune. Gonfalone: Drappo di colore bianco, ornato da ricami d’argento. D.P.R. del 25 novembre 1958 |                               |
|                                                   | Castelcovati D'azzurro, al castello con le torri coperte, d'oro, murato di nero, chiuso dello stesso, le torri finestrate ognuna di uno, di nero e sostenenti l'aquila di nero, linguata e allumata di rosso; esso castello fondato sulla pianura di verde. Ornamenti esteriori da Comune. D.P.R. del 18 aprile 2011 Gonfalone: Drappo di giallo con la bordatura di verde, riccamente ornato di ricami d'argento e caricato dallo stemma sopra descritto con la iscrizione centrata in argento, recante la denominazione del Comune. Le parti di metallo e di cordoni saranno argentati. L'asta verticale sarà ricoperta di velluto dei colori del drappo, alternati, con bullette argentate poste a spirale. Nella freccia sarà rappresentato lo stemma del Comune e sul gambo inciso il nome. Cravatta con nastri tricolorati dai colori nazionali frangiati d'argento. |                               |
|                                                   | Castenedolo D'azzurro, alla pianta di castagno, fruttata di sei e nodrita sulla campagna, il tutto al naturale. Ornamenti esteriori da Comune. Gonfalone: Drappo di azzurro. | NON PERVENUTO                 |
|                                                   | Casto |                               |
| Stemma di Acquafredda                             | Castrezzato Troncato: d'azzurro e d'argento, alla torre merlata alla ghibellina al naturale, attraversante finestrata e murata di nero, aperta dal campo con due lupi controrampanti alla torre con la testa rivolta all'esterno, al naturale. Lo scudo sarà fregiato dalla corona di Comune. D.C.G. dell'11 febbraio 1930 Gonfalone: Drappo troncato di azzurro e di bianco. R.D. del 13 maggio 1929 |                               |
|                                                   | Cazzago San Martino Partito dal filetto d'oro: il primo, bandato di argento e di azzurro; il secondo, di azzurro, alla scala di sette pioli, di nero, posta in banda, attraversata dall'asta dello stesso, posta in palo e munita del vessillo bifido e svolazzante a sinistra, di argento; sul tutto, lo scudetto d'azzurro con la bordatura in filetto, d'oro, alla stella di otto raggi, d'oro, caricata dalla figura mostruosa, sopra mezzo giglio d'azzurro, sotto mezzo leone di nero, i raggi della stella alternati da otto piccole stelle, d'oro, di otto raggi. Ornamenti esteriori da comune. D.P.R. del 24 luglio 2007 Gonfalone: Drappo partito di azzurro e di bianco, riccamente ornato di ricami d'argento e caricato dallo stemma sopra descritto con la iscrizione centrata in argento, recante la denominazione del Comune. Le parti di metallo ed i cordoni saranno argentati. L'asta verticale sarà ricoperta di velluto dei colori del drappo, alternati, con bullette argentate poste a spirale. Nella freccia sarà rappresentato lo stemma del Comune e sul gambo inciso il nome. Cravatta con nastri tricolorati dai colori nazionali frangiati d'argento D.P.R. del 24 luglio 2007 |                               |
|                                                   | Cedegolo |                               |
|                                                   | Cellatica |                               |
|                                                   | Cerveno D.P.R. n. 2491 del 20 settembre 1977 Gonfalone: D.P.R. n. 2491 del 20 settembre 1977 |                               |
|                                                   | Ceto D.P.R. del 4 ottobre 1955 Gonfalone: D.P.R. del 4 ottobre 1955 |                               |
|                                                   | Cevo D.P.R. del 30 maggio 1956 Gonfalone: D.P.R. del 30 maggio 1956 |                               |
|                                                   | Chiari Troncato, nel primo d'oro all'aquila dell'impero di nero coronata dello stesso, nel secondo di rosso alle tre stelle d'argento di sei punte poste 2 e 1. Motto: Clararvm Civitas Gonfalone: Drappo partito di giallo e di rosso… |                               |
|                                                   | Cigole Bandato di quattro pezzi di azzurro e di verde, alla torre di due palchi, attraversante, d'oro, murata di nero, ogni palco merlato alla guelfa di cinque e finestrato di uno, di nero; essa torre chiusa dello stesso, fondata in punta. Ornamenti esteriori da Comune Gonfalone: Drappo di giallo… D.P.R. del 26 giugno 2008 |                               |
|                                                   | Cimbergo D.P.C.M. del 10 gennaio 1970 Gonfalone: D.P.C.M. del 10 gennaio 1970 |                               |
|                                                   | Cividate Camuno |                               |
|                                                   | Coccaglio Troncato: nel primo d'azzurro a due boccali e una bottiglia di coccio rosso al naturale, posti sulla troncatura; nel secondo d'argento a due fasce di azzurro R.D. del 21 giugno 1942 Gonfalone: drappo di azzurro… |                               |
|                                                   | Collebeato D'argento a tre monti di verde fondati in punta, quello centrale più elevato sostenente un pesco fruttato di sei; il tutto abbassato ad un capo partito: il primo d'azzurro alla ruota d'oro dentata di nove in banda; nel secondo di rosso ad un grappolo d'uva d'oro in sbarra, gambuto e pampinoso di due di verde. Ornamenti esteriori di Comune. Decreto del 6 ottobre 1975 Gonfalone: Drappo partito di rosso e d'azzurro, riccamente ornato di ricami d'argento e caricato dello stemma civico con la iscrizione centrata in argento: Comune di Collebeato. Le parti di metallo ed i cordoni saranno argentati. L'asta verticale sarà ricoperta di velluto dei colori del drappo, alternati, con bullette argentate poste a spirale. Nella freccia sarà rappresentato lo stemma del Comune e sul gambo inciso il nome. Cravatta e nastri tricolorati dai colori nazionali frangiati d'argento |                               |
|                                                   | Collio D'argento, al monte di verde, fondato in punta, sostenente un pino fustato al naturale e fogliato di verde. D.P.C.M. del 7 febbraio 1957 Gonfalone: Drappo partito di verde e di bianco D.P.C.M. del 7 febbraio 1957 |                               |
|                                                   | Cologne Tagliato di rosso e di oro alla sbarra d'azzurro carica della parola in lettere maiuscole d'oro Colonia Gonfalone: Drappo di azzurro… |                               |
|                                                   | Comezzano-Cizzago |                               |
|                                                   | Concesio Inquartato: nel 1º di rosso, alle tre vette di verde al naturale cimate da tre gigli d’oro sormontati da altrettanti nastri d’argento; nel 2º di rosso, al leone d’argento e di nero con la coda annodata; nel 3º d’argento, all’albero di pino al naturale, su terrazza di verde; nel 4º d’azzurro al capriolo d'oro saliente. D.P.R. del 27 ottobre 1965 Gonfalone: Drappo di azzurro… |                               |
|                                                   | Corte Franca Nel primo quadro in campo azzurro una banda ondata d'argento; nel secondo e nel terzo in campo rosso un castello d'argento murato di nero, torricellato di un pezzo centrale, merlato alla guelfa, aperto e fenestrato del campo; nel quarto in campo azzurro, ruota industriale dentata in argento D.P.R. del 9 aprile 2008 Incongruenza tra disegno e blasonatura: il castello non è aperto e finestrato del campo, ma di nero. Gonfalone: Drappo di bianco… D.P.R. del 9 aprile 2008 |                               |
|                                                   | Corteno Golgi Raffigura S. Martino vescovo di Tours Stemma concesso con D.P.R. dell'11 ottobre 1983 Gonfalone concesso con D.P.R. dell'11 ottobre 1983 |                               |
|                                                   | Corzano Partito: nel primo di azzurro a tre torri d'argento, murate di nero, chiuse e finestrate dello stesso, merlate di tre alla guelfa, poste in palo; nel secondo, di rosso alla leonessa d'oro allumata di rosso, rampante D.P.R. del 6 novembre 1996 Gonfalone: drappo di bianco… |                               |
|                                                   | Darfo Boario Terme Gonfalone: Drappo di azzurro… |                               |
|                                                   | Dello D'argento, al leone al naturale, al capo d'azzurro carico di tre gigli d'oro posti tra i quattro pendenti di un lambello di rosso, sostenuto dalla fascia ristretta dello stesso carica della scritta DELIANUS FUNDUS in caratteri maiuscoli d'oro Gonfalone: drappo di azzurro… |                               |
|                                                   | Desenzano del Garda Campo di cielo, a due torri quadre di rosso, murate di nero, aperte e finestrate del campo, merlate di tre alla ghibellina, fondate su un terreno di verde sostenuto da un lago d’azzurro ondato d’argento D.P.C.M. del 7 luglio 1959 |                               |
|                                                   | Edolo Di colore rosso, con al centro un castello al naturale, aperto, accollato a due spade d'argento, manicate d'oro, poste a croce di Sant'Andrea con le punte rivolte verso l'alto, con ornamenti esteriori da Comune |                               |
|                                                   | Erbusco D'argento, al fiore di cinque petali d'azzurro, stelato, fogliato e bottonato di verde. Ornamenti esteriori da Comune. Gonfalone: Drappo interzato in banda di verde, di bianco e di rosso. |                               |
|                                                   | Esine |                               |
| È presente un'ulteriore versione usata dal Comune | Fiesse d'azzurro a tre spighe di grano, d'oro, poste in palo R.D. 23 febbraio 1928 Gonfalone: Drappo di giallo… |                               |
|                                                   | Flero Tre pannocchie gialle su sfondo rosso con fascia orizzontale verde Gonfalone: drappo azzurro… |                               |
|                                                   | Gambara |                               |
|                                                   | Gardone Riviera partito: al primo d'azzurro all'olivo al naturale, sradicato, sormontato dal nastro di Fiume, con la medaglia di Ronchi; al secondo fasciato di nero e d'oro, di sei; col capo d'oro, all'aquila di nero coronata del campo Stemma concesso con R.D. del 16 settembre 1926, RR. LL. PP. del 13 marzo 1927 Gonfalone: drappo di bianco… |                               |
|                                                   | Gardone Val Trompia Di rosso a due fucili con baionetta innestata posti in croce di sant'Andrea accollati ad una incudine e a un martello posto in palo Stemma concesso con R.D. del 6 dicembre 1928 Gonfalone concesso con R.D. del 10 settembre 1936 |                               |
|                                                   | Gargnano Una lupa rampante, linguata di rosso, in campo azzurro, tenente nella sinistra zampa anteriore un giglio, sovrastata da un baldacchino dorato Gonfalone: drappo di bianco… |                               |
|                                                   | Gavardo D'azzurro al gattopardo rampante rivoltato in maestà impugnante con la branca destra una lancia Stemma concesso con D.P.C.M. del 26 settembre 1932 Gonfalone: Drappo azzurro decorato con lo stemma e con gli ornamenti e le armi araldiche di Comune |                               |
|                                                   | Ghedi Stemma concesso con D.P.C.M. n. 8368 del 12 luglio 1929 |                               |
|                                                   | Gianico Stemma concesso con D.P.R. n. 3308 dell'8 novembre 1977 Gonfalone concesso con D.P.R. n. 3308 dell'8 novembre 1977 |                               |
|                                                   | Gottolengo D'oro, alla fascia di rosso, caricata da tre gigli d'oro, bordata in fascia con i due filetti, uno e uno, di azzurro. Ornamenti esteriori da Comune Stemma concesso con D.P.R. del 20 marzo 2006 Gonfalone: Drappo di colore azzurro riccamente ornato di ricami d'argento e caricato dello stemma comunale, portante l'iscrizione centrata in argento "Comune di Gottolengo" Gonfalone concesso con D.P.R. del 20 marzo 2006 |                               |
|                                                   | Gussago Di rosso, al torrione d'argento a due piani, ciascuno merlato, il primo di quattro pezzi, aperto del campo, accostato da due gigli d'oro, uno per lato, fondato su pianure di verde D.P.C.M. del 21 giugno 1952 Gonfalone: drappo partito di bianco e di rosso… D.P.R. del 6 ottobre 1953 |                               |
|                                                   | Idro Un'idra con sette teste, mostro mitologico legato alla presenza di acqua |                               |
|                                                   | Incudine Di rosso, ad un'incudine di ferro D.P.R. del 25 febbraio 1954 |                               |
| Stemma d'Irma                                     | Irma Partito semitroncato: nel primo, d'oro, alla pianta di genzianella, fiorita di uno di azzurro, fogliata di sei di verde, sradicata al naturale; nel secondo, di azzurro, alla stella di otto raggi, d'oro; nel terzo, di rosso, alla stella di otto raggi d'oro. Il riquadro è contornato da un ramo d'alloro con bacche d'oro e da una fronda di quercia con le ghiande d'oro legati da un nastro tricolore, sormontato da una corona turrita (9 torri) Gonfalone: Drappo partito di rosso e di verde, riccamente ornato di ricami d'argento che riporta lo stemma sopra descritto. Nella parte sovrastante la corona viene riportata a semicerchio, la scritta "Comune di Irma" D.P.R. 17 gennaio 1991 | Gonfalone d'Irma              |
|                                                   | Iseo Troncato; nel primo di rosso alla Y d'argento; il secondo d'argento alla Y di rosso Bandiera: Drappo troncato di bianco e di rosso allo stemma comunale sovrastato dalla denominazione del Comune |                               |
|                                                   | Isorella D'oro, alle due bandiere drappeggiate, quella posta a destra italiana tricolore, quella posta a sinistra di azzurro, fissate a due aste di nero, poste in decusse, e munite all'insù e all'ingiù di punte di freccia, dello stesso, esse bandiere e aste attraversate dal fascio repubblicano, di verde posto in palo, legato con quattro strisce di cuoio, poste due in fascia, due in decusse, di rosso, accollato a mezza altezza dalla corona all'antica di cinque punte, d'oro, posta in sbarra, munito dell'asta centrale, di nero, sostenente all'insù il berretto frigio, di rosso, e fornita all'ingiù della punta di freccia, di nero. Ornamenti esteriori da Comune D.P.R. 24 dicembre 1991 |                               |
|                                                   | Lavenone Di azzurro al monte di verde fondato sulla campagna dello stesso, sostenente una stella d'oro di 6 raggi; al capo: d'argento al leone rampante, di azzurro. Segni esterni di comune Gonfalone: Drappo partito di bianco e di azzurro, caricato dello stemma comunale |                               |
| Stemma di Leno                                    | Leno Di argento, al leone di oro rampante, rivolto, sormontato da una stella pure d'oro ed è circondato da due rami di quercia e di alloro annodati da un nastro tricolore. Lo stemma è sormontato dalla corona di Comune formata da un cerchio aperto da quattro pusterle, tre visibili, con due cordonate a muro sui margini, sostenente una cinta aperta da sedici porte, nove visibili, ciascuna sormontata da una merlatura a coda di rondine e il tutto di argento murato di nero. Gonfalone: Drappo di colore azzurro riccamente ornato di ricami d'argento e caricato dello Stemma Comunale con l'iscrizione d'argento "Comune di Leno". Le parti di metallo ed i cordoni sono color argento, l'asta verticale è ricoperta di velluto azzurro con bullette argentate poste a spirale. Nella freccia è rappresentato lo stemma del Comune. Sul gambo sono posti il nome del Comune, cravatta e nastri dei colori nazionali frangiati di argento | Gonfalone di Leno             |
| Stemma di Limone sul Garda                        | Limone sul Garda | Gonfalone di Limone sul Garda |
| Stemma di Lodrino                                 | Lodrino D’azzurro, alla chiesa di Santa Giulia, vista in prospettiva, con la facciata volta verso il fianco destro, munita di campanile unito alla chiesa sul lato del Vangelo, il tutto d’argento e murato di nero, sormontato dalla corona all’antica, di tre punte, d’oro. Ornamenti esteriori da Comune D.P.R. del 6 aprile 1987 Gonfalone: drappo inquartato di azzurro e di bianco… Gonfalone concesso con D.P.C.M. n. 3251 del 6 aprile 1987 |                               |
|                                                   | Lograto Troncato: nel primo d'azzurro, a tre stelle di cinque raggi, d'argento, ordinate in fascia; nel secondo, d'oro, all'albero sradicato, di verde. Ornamenti esteriori da Comune. Gonfalone: drappo troncato di giallo e di azzurro… DPR del 15 ottobre 1986 |                               |
| Stemma di Lonato del Grada                        | Lonato del Garda D'azzurro, al leone d'argento linguato di rosso, sostenente con la zampa anteriore destra due chiavi d'oro, poste in croce di S. Andrea, con gli ingegni all'insù, e accompagnato in capo da tre gigli di Francia, pure d'oro, ordinati in fascia. Ornamenti esteriori da Città. D.P.R. del 14 maggio 1952 Gonfalone: Drappo partito di bianco e d'azzurro. D.P.R. del 25 giugno 1953 |                               |
|                                                   | Longhena Di azzurro, al castello di rosso, mattonato di nero, torricellato di tre torri, ognuna merlata alla guelfa di tre e finestrata di uno di nero, la torre centrale più alta, il fastigio privo di merli, esso castello chiuso di nero, fondato sulla campagna di verde, accompagnato nel cantone sinistro del capo dalla spiga di grano d'oro, posta in palo. Ornamenti esteriori da Comune. DPR del 19 gennaio 1999 |                               |
|                                                   | Losine D.P.R. 17 gennaio 1991 Gonfalone: drappo di azzurro… |                               |
|                                                   | Lozio Gonfalone: drappo partito di bianco e di azzurro… |                               |
|                                                   | Lumezzane Scudo partito e semitroncato, a) di rosso a tre spade d’argento in capo d’oro al maglio e ruota dentata al naturale; b) d’azzurro al sole splendente d’oro; c) d’argento a tre scale di rosso poste in banda Gonfalone: drappo partito di azzurro e di bianco… |                               |
|                                                   | Maclodio Stemma concesso con D.P.R. del 28 marzo 1984 |                               |
|                                                   | Magasa | NON PERVENUTO                 |
|                                                   | Mairano Bipartito: nella parte destra c'è un covone di spighe su sfondo blu, nella parte di sinistra c'è un bue su un prato con cielo grigio. Ornamenti da comune Gonfalone: Drappo di azzurro |                               |
|                                                   | Malegno |                               |
| Stemma di Malonno                                 | Malonno D'argento alla fascia d'azzurro, accompagnata da tre stelle a sei raggi di nero, due in capo, una in punta. |                               |
|                                                   | Manerba del Garda D'argento, al promontorio di verde uscente da un mare d'azzurro ondato d'argento, cimato dai ruderi di un castello di rosso e sormontato dalla testa di Minerva rivoltata D.P.R. del 9 marzo 1971 Gonfalone: Drappo troncato di azzurro e di bianco… |                               |
|                                                   | Manerbio Gonfalone: drappo azzurro… Gonfalone concesso con D.P.C.M. del 23 dicembre 1954 |                               |
|                                                   | Marcheno Partito: nel 1º, d'oro, alla fascia diminuita ondata, di azzurro, fluttuosa di argento, accompagnata in capo dal giglio di rosso sbocciato, esso giglio sormontato dal rastrello anomalo, a guisa di scaglione diminuito, scorciato, appiattito, munito di nove denti, di rosso, in punta dall'acciarino antico, di nero; nel 2º, di azzurro, a tre stelle di cinque raggi, di oro, poste la prima all'altezza del punto d'onore, la terza all'altezza dello ombilico, entrambe propinque alla linea di partizione, la seconda posta all'altezza del cuore e propinqua al fianco. Ornamenti esteriori da Comune D.P.R. del 14 maggio 2001, trascritto nel Registro Araldico dell'Archivio Centrale dello Stato il 28 maggio 2001, registrato nei registri dell'Ufficio Araldico il 25 luglio 2001 Gonfalone: drappo partito di azzurro e di giallo, riccamente ornato di ricami d'argento e caricato dallo stemma sopra descritto con la iscrizione centrata in argento, recante la denominazione del Comune. Le parti di metallo ed i cordoni saranno argentati. L'asta verticale sarà ricoperta di velluto dei colori del drappo, alternati, con bullette argentate poste a spirale. Nella freccia sarà rappresentato lo stemma del Comune e sul gambo inciso il nome. Cravatta con nastri tricolorati dai colori nazionali frangiati d'argento |                               |
|                                                   | Marmentino Di azzurro, al levriero di argento, collarinato di rosso, accompagnato in capo da tre stelle di sei raggi, ordinate in fascia, di argento. Ornamenti esteriori da Comune Gonfalone: drappo di bianco con la bordatura di azzurro D.P.R. del 25 febbraio 2008 |                               |
|                                                   | Marone Suddiviso in 3 parti: nella parte superiore vi è un ramo di ulivo; nella parte centrale rappresenta una fascia d'argento con inserita una croce; la parte inferiore raffigura il lago sulle cui rive sorge il Paese. Sormontato da una corona turrita ed è avvolto nella parte inferiore da 2 rami: uno di quercia ed uno di alloro uniti tra loro da un nastro tricolore |                               |
|                                                   | Mazzano Nel primo quadro d'argento un leone rosso, nel secondo d'azzurro un albero d'oro, nel terzo d'oro le montagne di rosso sormontate da un nastro svolazzante di bianco con la scritta "Coeli Aperti" di nero, nel quarto d'argento la ruota di mulino di nero su di un fiume al naturale scorrente in punta Stemma concesso con D.P.C.M. n. 2100 del 26 aprile 1983 Gonfalone: Drappo partito di rosso e giallo, caricato dell'arma civica, riccamente ornato di fregi d'argento Gonfalone concesso con D.P.C.M. n. 2100 del 26 aprile 1983 |                               |
|                                                   | Milzano Scudo sormontato da un elmetto (15º se.) su cui poggia la corona simbolo del comune, con il contorno di un ramo di quercia e di un ramo di alloro |                               |
|                                                   | Moniga del Garda D'azzurro al colle di verde al naturale, nascente dalla punta e sostenente un leone d'argento tenente con le branche anteriori un grappolo di uva nera al naturale, pampinoso di due D.P.R. dell'8 ottobre 1959 Gonfalone: drappo partito di bianco e di azzurro… D.P.R. n. 422 dell'11 febbraio 1977 |                               |
|                                                   | Monno |                               |
|                                                   | Monte Isola Stemma concesso con D.P.C.M. Gonfalone concesso con D.P.C.M. |                               |
|                                                   | Monticelli Brusati Tre colline verdi con una torre marrone al centro, a sinistra un ramo di ulivo, a destra un ramo di quercia annodati con un fiocco roso, il tutto sovrastato da una corona regale argentata Gonfalone: drappo azzurro, al centro del quale vi è rappresentato lo stemma del comune, sopra di esso vi è l'iscrizione dorata recante la denominazione del comune, il tutto ornato di ricami d'argento e d'oro |                               |
|                                                   | Montichiari Di rosso, al monte all'italiana di sei colli, fondato in punta, d'argento, sostenente la croce latina, dello stesso. Sotto lo scudo, su lista bifida e svolazzante di rosso, il motto, in lettere maiuscole d'oro, MONTIBUS IN CLARIS SEMPER VIVIDA FIDES. Ornamenti esteriori da Città Gonfalone: drappo di bianco… |                               |
|                                                   | Montirone D'oro, alle tre fasce ondate di azzurro, attraversate dall'aquila di nero, allumata, rostrata, armata d'argento, coronata con corona all'antica d'oro, posta sulla prima fascia, afferrante la ruota del mulino di due cerchi e di dodici raggi, di rosso, con il centro posto sotto la terza fascia, e accompagnata sui fianchi dalle lettere maiuscole C e M, di rosso, attraversanti, con la parte superiore posta sulla seconda fascia. Ornamenti esteriori da Comune Gonfalone: Drappo di bianco riccamente ornato di ricami d'argento e caricato dello stemma comunale con la iscrizione centrata in argento recante la denominazione del Comune. Le parti di metallo ed i cordoni saranno argentati. L'asta verticale sarà ricoperta di velluto bianco, con bullette argentate poste a spirale. Nella freccia sarà rappresentato lo stemma del Comune e sul gambo inciso il nome. Cravatta con nastri tricolorati dai colori nazionali frangiati d'argento |                               |
|                                                   | Mura D'azzurro, alla spada posta in banda d'argento, manicata d'oro e decussata con un ramo di palma posto in sbarra di verde, annodati da un nastro di rosso e sormontati da una bilancia d'oro con i piatto ricadenti ai lati |                               |
| Stemma precedentemente in uso                     | Muscoline D'azzurro al leone naturale linguato di rosso, tenente con le branche anteriori un grappolo di moscato, e poggiante sulla campagna di verde D.C.G. del 16 febbraio 1943 Gonfalone: Drappo di azzurro… |                               |
|                                                   | Nave D'azzurro alla nave romana vagante sopra un mare fluttuante d'argento e d'azzurro; al capo d'azzurro caricato da tre crescenti d'argento, posti 2-1 Gonfalone: Drappo bianco Incongruenza tra disegno e blasonatura: il campo della nave è d'argento e non d'azzurro. |                               |
|                                                   | Niardo Campo di cielo, al S. Obizio a cavallo, rivolto, impugnante una spada con la punta all'ingiù, il tutto al naturale. Il cavallo passante su campagna di verde Gonfalone: Drappo di colore verde, riccamente ornato di ricami d'argento con lo stemma al centro |                               |
|                                                   | Nuvolento Croce rossa in campo di argento e accantonata nel quarto la veduta absidale della Pieve di Santa Stefania graficamente risolta in colore nero Gonfalone: Drappo ripartito di colore verdone e panna caricato dallo stemma comunale sormontato da una corona turrita in colore argento ed oro dalla iscrizione centrata del Comune di Nuvolento in colore argento. Ai piedi dello stemma sono riportati due rami di colore verde ed oro intrecciati da un nastro rosso. Le parti in metallo e cordoni sono argentati; la cravatta e i nastri riportanti i colori nazionali sono frangiati di argento |                               |
|                                                   | Nuvolera Scudo che ha in primo piano un gallo, sullo sfondo un campo color argenteo nei 3/4 superiori e campo verde nel quarto inferiore. Il tutto sormontato da una corona turrita e circondato, fino a lambire la corona, da un ramo di fronde di alloro a sinistra e di quercia a destra, rami trattenuti in basso da un nastro aureo Gonfalone: Drappo azzurro avente al centro lo stemma, ornato con fregi d'argento e sormontato ad arco dalla scritta "Comune di Nuvolera" |                               |
|                                                   | Odolo parte superiore con sfondo azzurro riproducente tre attrezzi incrociati, il badile, il forcone ed il piccone, e la parte inferiore con sfondo rosso riproducente l'incudine Gonfalone: Drappo quadrangolare di color e blu riccamente ornato di ricami d'argento, e caricato dello stemma comunale sormontato dalla iscrizione centrata pure in argento, "Comune di Odolo" |                               |
|                                                   | Offlaga Gonfalone concesso con D.P.C.M. n. 719 del 13 marzo 1964 |                               |
|                                                   | Ome |                               |
|                                                   | Ono San Pietro Scudo con quercia e stella, sormontato da torre civica e racchiuso tra rami di ulivo e quercia |                               |
|                                                   | Orzinuovi Troncato d'argento e d'azzurro. Ornamenti esteriori da Comune. Cimiero: un drago uscente dalla corona turrita spiegato di verde, linguato e spiegato di rosso, attraversato nella bocca da una lancia al naturale col ferro d'argento sanguinoso in punta Gonfalone: Troncato: nel primo San Giorgio al naturale sul cavallo bianco in atto di uccidere il drago. Il tutto posto sopra un paesaggio sul quale sono rappresentati un fiume ed un castello posto sopra un monte. Il tutto al naturale. Nel secondo d'argento alla croce piana d'azzurro. Il drappo bordato di rosso ondato. Frange d'oro. Cravatte e nastri tricolorati dai colori nazionali frangiati d'oro |                               |
|                                                   | Orzivecchi Un orso destro, in piedi, appoggiato ad un rastrello in campo bianco, con la seguente scritta Quaeque promoteis castra vocantur ab ursis antiquum Jurisdictio nome erat!" Gonfalone: Di fondo blu, riporta lo stemma comunale |                               |
|                                                   | Ospitaletto D'argento alla punta di vanga accostata da due piante di lupino, fruttifere d'oro attraversate alla base da due quaglie addossate, il tutto al naturale Gonfalone: drappo partito di verde e di bianco… |                               |
|                                                   | Ossimo Troncato: al 1º d'azzurro Sabaudo, a tre torri aperte, e finestrate di nero; nel 2º partito: al primo d'argento alla ruota a pale di nero; al secondo d'azzurro all'abete fogliato sradicato al naturale. Ornamenti esteriori da Comune R.D. del 16 settembre 1933, RR.LL.PP. del 12 aprile 1934 Gonfalone: drappo di azzurro… |                               |
|                                                   | Padenghe sul Garda Di azzurro, al leone d'oro, linguato e allumato di rosso, afferrante con la zampa anteriore destra il giglio di argento. Ornamenti esteriori da Comune Stemma concesso con D.P.R. del 26 giugno 2006 Gonfalone: Drappo di bianco Gonfalone concesso con D.P.R. del 26 giugno 2006 |                               |
|                                                   | Paderno Franciacorta D'argento, alla corona d'oro all'antica di cinque fioroni visibili, gemmata di rubini e ametiste ed infilata da una fronda di tre rami, il centrale biforcuto. Ornamenti esteriori da Comune. Gonfalone: Drappo rettangolare, di colore rosso e bianco, nel centro del quale è posto lo stemma del Comune. Incongruenza tra disegno e blasonatura: il campo non è d'argento. |                               |
|                                                   | Paisco Loveno |                               |
| Stemma nella versione sannitica                   | Paitone D'azzurro, ai tre crescenti d'argento, posti 2,1. Motto: "arma PAITONI XIV sec.". Ornamenti esteriori di Comune. |                               |
|                                                   | Palazzolo sull'Oglio Gonfalone: Drappo palato di rosso, di bianco e di giallo… |                               |
|                                                   | Paratico |                               |
|                                                   | Paspardo |                               |
|                                                   | Passirano Stemma riconosciuto con DCG dell'11 agosto 1933 Gonfalone concesso con DPR del 29 dicembre 1995 |                               |
|                                                   | Pavone del Mella partito: nel primo, di rosso, al pavone d'oro, di fronte, rotante, con la testa rivolta, sostenuto dalla pianura di verde; nel secondo, di azzurro, al San Benedetto in maestà, con il viso e le mani di carnagione, capelluto di nero, nimbato d'oro, vestito con la coccola di nero, tenente con la mano destra il pastorale d'oro, caricato dalla scritta di nero REGULA S. BENEDICTI, il Santo sostenuto dalla pianura d'oro. Sotto lo scudo, su lista bifida e svolazzante, di rosso, il motto, in lettere maiuscole di nero, PAVONENSIS COMMUNITAS. Ornamenti esteriori da Comune. Gonfalone: drappo di giallo, riccamente ornato di ricami d'argento e caricato dallo stemma sopra descritto con la iscrizione centrata in argento, recante la denominazione del Comune. Le parti di metallo ed i cordoni saranno argentati. L'asta verticale sarà ricoperta di velluto giallo, con bullette argentate poste a spirale. Nella freccia sarà rappresentato lo stemma del Comune e sul gambo inciso il nome. Cravatta con nastri tricolorati dai colori nazionali frangiati d'argento. |                               |
|                                                   | Pertica Alta Interzato in fascia: il primo, di azzurro, alla stella di sei raggi, d'argento; il secondo, d'argento, alle due fasce, di azzurro; il terzo, di rosso, al tempietto di argento, chiuso di nero, con quattro colonne, due per parte, sostenenti il forte timpano, esso tempietto con crepidoma di due gradini, fondato sulla pianura di verde, accompagnato da due abeti, uno e uno, di verde, fustati al naturale, nodriti nella pianura. Ornamenti esteriori da Comune Stemma concesso con D.P.R. del 13 maggio 2003 Gonfalone: Drappo di verde Gonfalone concesso con D.P.R. del 13 maggio 2003 |                               |
|                                                   | Pertica Bassa |                               |
|                                                   | Pezzaze Semipartito troncato: il primo, di argento, al giglio sbocciato, di rosso, sormontato dal rastrello anomalo, a guisa di scaglione diminuito, scorciato, appiattito, munito di nove denti, dello stesso; il secondo, di rosso, al libro aperto, di argento, la prima pagina con la parola STATUTA su tre righe e in lettere maiuscole, di nero, la seconda pagina con la data nella espressione romana MCCCXVIII su due righe, la prima riga recante MCCC, la seconda recante XVIII, dello stesso; il terzo, di azzurro, alla stadera d'argento, con il romano posto a sinistra e con il piatto quadrangolare e graticolato a destra. Ornamenti esteriori da Comune Stemma concesso con D.P.R. del 30 marzo 2004 Gonfalone: Drappo troncato di azzurro e di bianco, riccamente ornato di ricami d'argento e caricato dallo stemma sopra descritto con la iscrizione centrata in argento, recante la denominazione del Comune, Le parti di metallo ed i cordoni saranno argentati. L'asta verticale sarà ricoperta di velluto dei colori del drappo, alternati, con bullette argentate poste a spirale. Nella freccia sarà rappresentato lo stemma del Comune e sul gambo inciso il nome. Cravatta con nastri tricolorati dai colori nazionali frangiati d'argento. Gonfalone concesso con D.P.R. del 30 marzo 2004 |                               |
|                                                   | Pian Camuno D'azzurro, all'albero di quercia al naturale, terrazzato di verde, addestrato da un sole d'oro, sinistrato da un crescente dello stesso e sormontato da tre stelle pure d'oro, male ordinate; il tutto abbassato ad un capo diminuito di rosso. Sotto lo scudo su lista di rosso con le estremità bifide, il motto in caratteri d'oro: in tranquillitate ordinis. Stemma concesso con D.P.R. del 23 marzo 1970 Gonfalone: Drappo partito di rosso e di giallo. Gonfalone concesso con D.P.R. del 23 marzo 1970 |                               |
|                                                   | Piancogno |                               |
|                                                   | Pisogne D'azzurro alla torre merlata alla ghibellina d'argento, aperta, finestrata di due e murata di nero e con ornamenti esteriori da Comune Stemma concesso con D.C.G. del 13 novembre 1930 Gonfalone: Drappo color azzurro intorno al quale vi è un ricamo color grigio con lo stemma al centro Gonfalone concesso con R.D. del 18 luglio 1930 |                               |
|                                                   | Polaveno In campo azzurro, al trimastio (castello), di rosso, aperto e finestrato del campo, meraldo alla guelfa e fondato sul monte di verde al naturale, segni esterni del Comune Gonfalone: partito d’azzurro e di rosso… |                               |
|                                                   | Polpenazze del Garda Stemma concesso con D.P.C.M. Gonfalone concesso con D.P.C.M. |                               |
|                                                   | Pompiano Bandato di azzurro e d'argento, di quattro pezzi, raffigura un castello torricellato di un pezzo, di colore rosso, merlato alla guelfa, aperto e finestrato del campo. È sormontato da una corona d'argento ed è affiancato da un ramoscello di alloro a sinistra e da un ramoscello di quercia a destra legati insieme in basso da un nastro rosso Stemma concesso con D.P.R. del 25 ottobre 1950 Gonfalone: Drappo trinciato d'azzurro e di bianco riccamente ornato di ricami d'argento e caricato dello stemma civico con l'iscrizione centrata in argento: "Comune di Pompiano". Le parti di metallo ed i cordoni sono argentati. L'asta verticale è ricoperta di velluto azzurro con bullette argentate poste a spirale. Nella freccia è rappresentato lo stemma del Comune e sul gambo inciso il nome. Cravatta e nastri tricolorati dai colori nazionali frangiati di argento Gonfalone concesso con D.P.R. del 25 ottobre 1950 |                               |
|                                                   | Poncarale |                               |
|                                                   | Ponte di Legno D'oro, al ponte di legno al naturale, movente dalla punta dello scudo. Capo d'azzurro, al leone di San Marco, non diademato, d'oro, posto sopra la partizione |                               |
| Stemma nella versione sannitica                   | Pontevico D'azzurro al leone d'oro, linguato di rosso, armato di nero, afferrante con la zampa anteriore destra un giglio rosso. Motto: in feritate comitas. Ornamenti esteriori di comune |                               |
|                                                   | Pontoglio Campo di cielo, al ponte di due archi con torretta centrale, al naturale, murato di nero, piantato sopra un fiume pure al naturale D.P.R. del 30 ottobre 1954 Gonfalone: Drappo di azzurro… |                               |
|                                                   | Pozzolengo D'argento ad un pozzo di rosso mattonato, sormontato da una carrucola d'argento e da un secchio dello stesso sostenuto da una corda al naturale Stemma concesso con D.P.R. n. 291 dell'11 gennaio 1980 Gonfalone: Drappo troncato di rosso e di bianco riccamente ornato di ricami d'argento e caricato dello stemma comunale con la iscrizione centrata in argento: Comune di Pozzolengo Gonfalone concesso con D.P.R. n. 291 dell'11 gennaio 1980 Incongruenza tra disegno e blasonatura: il drappo del gonfalone è partito e non troncato. |                               |
|                                                   | Pralboino |                               |
|                                                   | Preseglie |                               |
|                                                   | Prevalle D'argento, a tre bande d'azzurro; al capo dello stesso, a tre stelle di sei raggi poste in fascia del primo. Ornamenti esteriori da Comune. Gonfalone: Drappo partito di bianco ed azzurro, caricato dello stemma civico riccamente ornato di fregi d'argento. |                               |
|                                                   | Provaglio Val Sabbia |                               |
|                                                   | Provaglio d'Iseo Partito: nel PRIMO, d'azzurro, alle cinque spighe di grano, d'oro, impugnate, legate con il nastro dai colori nazionali; nel SECONDO, d'argento, al leone di azzurro. Ornamenti esteriori da Comune. D.P.R. del 22 gennaio 2001 Gonfalone: drappo partito di bianco e d'azzurro… |                               |
|                                                   | Puegnago del Garda |                               |
|                                                   | Quinzano d'Oglio D'argento, al castello torricellato di un pezzo, merlato alla ghibellina, di rosso, chiuso di nero, e sostenente sulla torre l'aquila al naturale. Ornamenti esteriori da Comune. Gonfalone: Di fondo azzurro. |                               |
|                                                   | Remedello Partito d'argento e di verde, all'albero metà quercia e metà olmo, sradicato, dell'uno all'altro, la metà quercia ghiandifera di cinque, d'oro. Ornamenti esteriori da Comune D.P.R. del 13 dicembre 2011 Gonfalone: drappo partito di verde e bianco… Bandiera: drappo partito di verde e bianco… |                               |
|                                                   | Rezzato Troncato: nel primo, di argento, al busto effigiante un re di carnagione, in maestà, con capelli e baffi di nero, cinto di corona regia, di oro, vestito di azzurro, il collo ornato di collana d'oro, con croce dello stesso, le spalle e il petto coperti dal manto di rosso con ricami d'oro, esso busto fondato sulla linea di partizione; nel secondo, di rosso, al giglio azzurro, sormontato dalla foglia di sega, scorciata, d'oro di sette denti. Ornamenti esteriori da Comune Gonfalone: drappo di azzurro… D.P.R. del 2 marzo 2007 |                               |
|                                                   | Roccafranca d'argento, alla muraglia di rosso, mattonata di nero, con i fianchi a scarpa,con la parte basamentale di pietra grigia al naturale, murata di nero, essa muraglia fondata in punta, aperta con grande porta, del campo, munita di due sopralzi a guisa di basse torri, merlati con quattro merli alla guelfa, incavati in quadro, due e due, d'oro, i merli secondo e terzo, più alti, sostenenti l'aquila di rosso, con il volo abbassato, allumata di azzurro. Ornamenti esteriori da Comune. Stemma concesso con D.P.R. del 23 novembre 1998 Gonfalone: Drappo azzurro, riccamente ornato di ricami d'argento e caricato dallo stemma sopra descritto con la iscrizione centrata in argento, recante la denominazione del Comune. Le parti di metallo ed i cordoni saranno argentati. L'asta verticale sarà ricoperta di velluto azzurro con bullette argentate poste a spirale. Nella freccia sarà rappresentato lo stemma del Comune e sul gambo inciso il nome. Cravatta con nastri tricolorati dai colori nazionali frangiati d'argento. Gonfalone concesso con D.P.R. del 23 novembre 1998 |                               |
|                                                   | Rodengo-Saiano Troncato: nel primo, d'argento, alla croce d'azzurro; nel secondo, d'azzurro, alle lettere maiuscole R e S, poste in fasce, d'argento. Ornamenti esteriori da Comune. Stemma concesso con DPR n. 3246 del 6 aprile 1987 Gonfalone: Drappo troncato d'azzurro e di bianco, riccamente ornato di ricami d'argento e caricato dello stemma comunale, con l'iscrizione centrata in argento, recante la denominazione del Comune. Le parti di metallo ed i cordoni sono argentati. L'asta verticale è ricoperta di velluto nei colori del drappo, alternati con bullette argentate poste a spirale. Nella freccia è rappresentato lo stemma del Comune, sul gambo è inciso il nome. Cravatta con nastri tricolorati dai colori nazionali frangiati d'argento. Gonfalone concesso con DPR n. 3246 del 6 aprile 1987 |                               |
|                                                   | Roncadelle Semipartito troncato: nel primo d'oro, ad una roncola al naturale, in sbarra; nel secondo d'azzurro, ad una torre d'argento, aperta del campo, merlata di tre alla ghibellina; nel terzo d'azzurro, ad un ponte di tre archi al naturale, murato e fondato sopra un corso d'acqua pure al naturale. Ornamenti esteriori da Comune. Gonfalone: Drappo partito di bianco e di giallo. DPR del 20 settembre 1977 |                               |
|                                                   | Rovato |                               |
|                                                   | Roè Volciano Stemma concesso con D.P.R. n. 309 del 25 febbraio 1970 |                               |
|                                                   | Rudiano D'oro, alla torre d'argento, murata di nero, merlata di tre alla ghibellina, chiusa e finestrata di tre di nero, fondata sulla collina di verde, convessa, fondata in punta, sostenente due grifoni di azzurro, affrontati, afferranti: il grifone, posto a destra, con la zampa posteriore sinistra e con le due zampe anteriori, il grifone, posto a sinistra, con la zampa posteriore destra e con le zampe anteriori, la ruota di otto raggi, di nero, attraversante la torre, il campo, e la sommità della collina. Ornamenti esteriori da comune Stemma concesso con D.P.R. del 22 luglio 1991 |                               |
|                                                   | Sabbio Chiese 10 covoni di fieno e un rastrello affiancato da due alabarde, un ramo di ulivo ed un ramo di quercia contornano lo stemma. |                               |
|                                                   | Sale Marasino Stemma concesso con DPR del 2 ottobre 1989 |                               |
|                                                   | Salò D'azzurro, al leone d'argento, tenente con la branca anteriore destra un ramo d'ulivo di verde. Ornamenti esteriori da Città. Incongruenza tra disegno e blasonatura: il ramo è blasonato di ulivo e non di alloro. |                               |
| Stemma nella versione aulica                      | San Felice del Benaco Partito: nel primo d'argento, allo scudetto d'azzurro, caricato di un bisante d'argento, sovraccaricato da tre pannocchie di granoturco al naturale, poste in palo e ordinate in fascia; nel secondo campo di cielo, all'alberello d'ulivo nodrito sulla sommità del monte movente dalle acque del lago, il tutto al naturale. |                               |
|                                                   | San Gervasio Bresciano Diviso in due parti: la prima riportante i Santi Gervasio e Protasio con la Vergine ed il bambino, la seconda su fondo azzurro e tre spighe d'oro, poste a ventaglio, legate di rosso Stemma concesso con D.P.C.M. del 26 febbraio 1928 Gonfalone: Drappo rettangolare di colore azzurro portante nel mezzo lo stemma del comune, ai lati ghirlande di foglie e di frutti locali e sul lato superiore recante una corona e fregiato ai lati da nastri del nostro Tricolore Gonfalone concesso con R.D. del 26 febbraio 1928 |                               |
|                                                   | San Paolo d'argento, alla torre di rosso, mattonata di nero, fondata in punta, merlata alla guelfa di tre, munita di marcapiano, finestrata di nero con finestra a filo del marcapiano, chiusa dello stesso; al capo di rosso, caricata da cinque spighe di farro, d'oro, poste a ventaglio. Ornamenti esteriori da Comune D.P.R. del 22 gennaio 2001 Gonfalone: drappo partito di giallo e di rosso… |                               |
|                                                   | San Zeno Naviglio D'argento, al leone naturale, attraversante la fascia di rosso. Ornamenti esteriori da Comune Stemma concesso con D.P.R. del 13 maggio 1999 Gonfalone: Drappo partito di rosso e di bianco, riccamente ornato di ricami d'argento e caricato dallo stemma comunale con la iscrizione centrata in argento, recante la denominazione del Comune. Le parti di metallo ed i cordoni saranno argentati. L'asta verticale sarà ricoperta di velluto dei colori del drappo, alternati, con bullette argentate poste a spirale. Nella freccia sarà rappresentato lo stemma del Comune e sul gambo inciso il nome. Cravatta con nastri tricolorati dai colori nazionali frangiati d'argento Gonfalone concesso con D.P.R. del 13 maggio 1999 |                               |
|                                                   | Sarezzo Di azzurro, al castello di argento, murato di nero, merlato alla ghibellina, formato da un corpo centrale, merlato di nove, sostenente la torre di due palchi, il palco inferiore merlato di sette, quello superiore merlato di tre, e da due torri di due palchi, unite al corpo centrale da esigue cortine di muro, il palco inferiore finestrato di nero e merlato di quattro, quello superiore merlato di tre, ognuna sormontata dal giglio d'argento, a sua volta sormontato dal lambello di tre gocce, d'argento; esso castello chiuso di nero, fondato sul ristretto di verde e cimato dal gufo al naturale, con il volo abbassato, visto di fronte, con la testa volta a destra, sostenuto dal palco superiore della torre centrale. Sotto lo scudo, su lista bifida e svolazzante di azzurro, il motto, in lettere maiuscole di nero, CASTELLANIE COMMUNIS SARETII VALLIS TROMPIE. Ornamenti esteriori da Comune D.P.R. del 17 ottobre 1995 Gonfalone: Drappo di bianco con la bordatura di azzurro, riccamente ornato di ricami d'argento e caricato dallo stemma con l'iscrizione centrata in argento, recante la denominazione del Comune. Le parti in metalli ed i cordoni saranno argentati. L'asta verticale sarà ricoperta dei colori del drappo, alternati, con bullette argentate poste a spirale. Nella freccia sarà rappresentato lo stemma del Comune e sul gambo inciso il nome. Cravatta con nastri tricolorati dai colori nazionali frangiati d'argento |                               |
|                                                   | Saviore dell'Adamello Stemma concesso con D.P.C.M. n. 2614 dell'11 aprile 1986 Gonfalone concesso con D.P.C.M. n. 2614 dell'11 aprile 1986 |                               |
|                                                   | Sellero D'argento a tre monti al naturale: il primo è caricato da una torre di granito vista di spigolo, sostenuta da in ponte di una luce dello stesso inclinato in sbarra e attraversato da un fiume d'azzurro ondato d'argento. Ornamenti esteriori da comune Stemma concesso con D.P.R. dell'11 gennaio 1990 Gonfalone: Drappo di bianco ricamato ornato di ricami d'argento e caricato dello stemma civico con l'iscrizione centrata in argento: Comune di Sellero. Le parti di metallo ed i cordoni saranno argentati. L'asta verticale sarà ricoperta di velluto bianco con bullette argentate poste a spirale. nella freccia sarà rappresentato lo stemma del comune e sul gambo inciso il nome. Cravatta e nastri tricolorati dai colori nazionali frangiati d‘argento Gonfalone concesso con D.P.R. dell'11 gennaio 1990 |                               |
|                                                   | Seniga Trinciato dalla banda diminuita, di argento: il primo, di rosso, alla stella di sei raggi, di argento; il secondo, di rosso, al cigno di argento, imbeccato d'oro, natante nella pianura di azzurro, fluttuosa di argento. Ornamenti esteriori da Comune Stemma concesso con D.P.R. del 26 giugno 2006 Gonfalone: Drappo di bianco con la bordatura di rosso Gonfalone concesso con D.P.R. del 26 giugno 2006 |                               |
|                                                   | Serle Tagliato, nel primo di azzurro al leone d'oro, accompagnato in capo da due spade d'argento, manicate d'oro, poste in decusse e caricate nel centro da una fiamma al naturale; nel secondo alla galleria di miniera col minatore a torso nudo che batte col martello un cuneo d'argento infisso nella roccia, il tutto al naturale. Ornamenti esteriori da Comune Stemma concesso con D.P.C.M. del 1959 Gonfalone: Drappo di colore azzurro, riccamente ornato di ricami d'argento e caricato dello stemma comunale con l'iscrizione centrata in argento COMUNE DI SERLE. Le parti di metallo ed i cordoni sono argentati. L'asta verticale è ricoperta di velluto azzurro con bullette argentate poste a spirale. Nella freccia è rappresentato lo stemma del Comune e sul gambo inciso il nome. Cravatta e nastri tricolorati dai colori nazionali frangiati d'argento Gonfalone concesso con D.P.C.M. del 1959 |                               |
|                                                   | Sirmione D'azzurro al grifone d'argento. Ornamenti esteriori da Comune Gonfalone: drappo di bianco… |                               |
|                                                   | Soiano del Lago D'argento, al tino di rosso, addestrato e sinistrato dalle lettere maiuscole romane C e S, d'azzurro. Ornamenti esteriori da Comune Stemma concesso con D.P.R. n. 821 del 26 gennaio 1987 Gonfalone: Drappo partito di rosso ed azzurro riccamente ornato di ricami d'argento e caricato dello stemma comunale con l'iscrizione centrata in argento recante la denominazione del Comune. Le parti di metallo ed i cordoni sono argentati. L'asta verticale è ricoperta di velluto dei colori del drappo, alternati, con bullette argentate poste a spirale. Nella freccia è rappresentato lo stemma del Comune e sul gambo inciso il nome. Cravatta con nastri tricolorati dai colori nazionali fregiati d'argento Gonfalone concesso con D.P.R. n. 422 dell'11 febbraio 1977 |                               |
|                                                   | Sonico Troncato: nel primo d'oro all'aquila di nero, linguata di rosso, armata e coronata del primo; nel secondo bandato di sette pezzi, il primo, il terzo, il quinto, il settimo scaccato di nero e d'argento, il secondo, il quarto e il sesto d'oro pieno |                               |
|                                                   | Sulzano D.P.R. del 9 novembre 1991 |                               |
|                                                   | Tavernole sul Mella Nel primo riquadro a sinistra un leone rampante su bandiera, nel riquadro a destra un abete su sfondo azzurro, nella parte inferiore un ponte romano con cascata sullo sfondo. Il riquadro è contornato da un ramo di quercia e da un ramo d'ulivo legati da un laccio rosso, sormontato da una corona turrita (9 torri) Gonfalone: Drappo partito di azzurro e di rosso che riporta lo stemma civico, riccamente ornato con fregi. Nella parte sovrastante la corona viene riportata, a semicerchio, la scritta "Comune di Tavernole sul Mella" |                               |
|                                                   | Temù Troncato: nel 1º d'azzurro all'albero sradicato al naturale; nel 2º d'oro al monte all'italiana di tre cime di verde. Ornamenti esteriori da Comune D.P.R. del 30 giugno 1954 Gonfalone: drappo di azzurro… |                               |
|                                                   | Tignale |                               |
|                                                   | Torbole Casaglia Gonfalone: Drappo partito di giallo e di azzurro… |                               |
|                                                   | Toscolano Maderno Scudetto contenente un ramo di olivo un ramo di limone due leoni e onde del lago con sovrastante una torre; il tutto con fondo azzurro |                               |
|                                                   | Travagliato Partito d'azzurro e d'argento caricato da una punta di lancia medioevale al naturale. Ornamenti esteriori del Comune Stemma concesso con D.P.R. del 16 novembre 1967 Gonfalone: Drappo partito, di bianco e d'azzurro, riccamente ornato di ricami d'oro e caricato, dello stemma comunale con la iscrizione centrata in oro: Città di Travagliato Gonfalone concesso con D.P.R. del 16 novembre 1967 |                               |
|                                                   | Tremosine sul Garda Campo di cielo, a tre montagne rocciose divise fra loro da due fenditure, la centrale sinistrata da una croce latina; sorgenti da una campagna d'argento caricata di due fasce ondate d'azzurro; il tutto sormontato dalla scritta in argento: ET TU VIATOR VALE. Ornamenti esteriori da Comune Gonfalone: Drappo di azzurro |                               |
|                                                   | Trenzano Gonfalone: Drappo di giallo… |                               |
|                                                   | Treviso Bresciano Semipartito troncato: nel primo, di rosso, alle cinque spighe di grano, impugnate, d'oro, legate d'argento; nel secondo, di azzurro, al daino d'oro, fermo sulla pianura di verde; nel terzo, d'oro, alle tre torri, poste una, due, merlate di tre alla guelfa, di rosso, mattonate di nero, aperte e finestrate del campo, le finestre poste, due, una Gonfalone: Drappo partito di giallo e di verde, riccamente ornato di ricami d'argento e caricato dello stemma con la iscrizione centrata in argento, recante la denominazione del Comune. Le parti di metallo ed i cordoni saranno argentati. L'asta verticale sarà ricoperta di velluto dei colori del drappo, alternati, con bullette argentate poste a spirale. Nella freccia sarà rappresentato lo stemma del Comune e sul gambo inciso il nome. Cravatta con nastri tricolorati dai colori nazionali frangiati d'argento |                               |
|                                                   | Urago d'Oglio Partito: nel primo, di argento, alla mezz'aquila bicipite, di nero, movente dalla partizione, coronata all'antica di tre punte, d'oro; nel secondo, di azzurro, alla torre d'oro, murata di nero, merlata alla guelfa di cinque, chiusa e finestra di uno, di nero, attraversante la campagna erbosa di verde, unita a destra alla cortina d'oro, murata di nero, merlata alla guelfa di due, uscente dalla partizione, fondata sulla campagna. Ornamenti esteriori del Comune Stemma concesso con D.P.R. del 27 novembre 1992 Gonfalone: Drappo partito di azzurro e di bianco, riccamente ornato di ricami di argento e caricato dello stemma comunale con la iscrizione centrata in argento, recante la denominazione del Comune. Le parti di metallo ed i cordoni saranno argentati. L'asta verticale sarà ricoperta di velluto dei colori del drappo, alternati, con bullette argentate poste a spirale. Nella freccia sarà rappresentato lo stemma del Comune e sul gambo inciso il nome. Cravatta con i nastri tricolori dai colori nazionali frangiati d'argento Gonfalone concesso con D.P.R. del 27 novembre 1992 |                               |
|                                                   | Vallio Terme D'azzurro a due spighe d'oro incrociate, annodate da un nastro d'argento Stemma concesso con R.D. del 14 febbraio 1938 |                               |
|                                                   | Valvestino Partito: il primo, di azzurro, alla torre campanaria di argento, murata di nero, coperta di rosso, con grande apertura ad arco sotto il tetto, di nero, essa torre fondata in punta; il secondo, di rosso, al leone d'oro, allumato e linguato di rosso, con la coda intrecciata a nodo d'amore; il tutto sotto il capo di verde, caricato da cinque stelle di otto raggi, d'oro. Sotto lo scudo, su lista bifida e svolazzante di azzurro, il motto, in lettere maiuscole di nero, ALEXANDRO TERTIO PONTIFICI GRATIAS AGIMUS. Ornamenti esteriori da Comune. Gonfalone: drappo di giallo con la bordatura di azzurro D.P.R. del 28 settembre 2007 |                               |
|                                                   | Verolanuova D'azzurro, alla ninfa bianco coronata di fiori di campo, che stringe nella destra tre frecce d'oro e solleva con la sinistra un velo bianco, poggiata su una mezzaluna montante d'argento. Sotto lo scudo, su lista bifida svolazzante d'azzurro, il motto: Nec fide infirma nec amoris vinculo capta Stemma concesso con D.P.C.M. del 28 marzo 1952 Gonfalone: Drappo partito, di bianco e d'azzurro, riccamente ornato di ricami d'argento e caricato dello stemma comunale con l'iscrizione centrata in argento: Comune di Verolanuova. Gonfalone concesso con D.P.R. del 27 giugno 1969 |                               |
|                                                   | Verolavecchia |                               |
|                                                   | Vestone Scudo centrale, appoggiato su una alabarda, una bandiera, una spada e due lance Gonfalone: rappresenta la riunificazione degli stemmi di Vestone e di Nozza. Lo stemma di Nozza, Comune sino al 1929 è quello della famiglia Aldgrehino e corrisponde ad uno scudo, minore con al centro un orso che esce dalla montagna. Tale scudo è appoggiato su uno scudo maggiore, proprio del comune di Vestone, costituito da un'alabarda, una bandiera, una spada e due lance, posto al centro del gonfalone. Sopra lo scudo maggiore corona turrita. Gli scudi e la corona sono color oro. A destra serto di quercia, a sinistra serto di ulivo, serti che si intrecciano nella parte inferiore del gonfalone. Alla base dello scudo maggiore, sopra un nastro color oro, la dicitura "Vestone" in rosso. Il campo su cui è posto lo scudo maggiore è diviso in tre parti: in alto a destra quadrato color rosso, a sinistra quadrato color verde, la parte sottostante è color argento. Sul retro del gonfalone le immagini dei protettori di Vestone: S. Lorenzo e di Nozza: S. Stefano, con la dicitura "Laurentius-Stefano" e la scritta "PATRONI NOSTRI". |                               |
|                                                   | Vezza d'Oglio Gonfalone: drappo di porpora… |                               |
|                                                   | Villa Carcina Gonfalone: Drappo di azzurro… |                               |
|                                                   | Villachiara Troncato: nel 1º d'oro, all'aquila di rosso, coronata del campo, caricata in cuore di uno scudetto inquartato: nel 1º e nel 4º d'azzurro, all’aquila d'argento, coronata d'oro, nel 2º e nel 3º d'azzurro, a tre gigli d'oro; nel 2º di rosso, al castello d'argento, merlato alla guelfa, torricellato di tre pezzi con quello centrale più alto, aperto e finestrato di verde. Gonfalone: Drappo partito di giallo e di rosso. |                               |
|                                                   | Villanuova sul Clisi d'azzurro, ai due tralci di vite, decussati, di verde, il tralcio posto in banda pampinoso di tre, dello stesso, e fruttato del grappolo d'uva di porpora, il tralcio posto in sbarra pampinoso di quattro, di verde, e fruttato del grappolo d'uva di argento, essi tralci posti nel punto d'onore e accompagnati in punta dalla cornucopia d'oro, posta in fascia, con i frutti e i fiori al naturale, posti a sinistra. Ornamenti esteriori da Comune Gonfalone: Drappo partito, di bianco e di verde caricato dall'arma comunale |                               |
|                                                   | Vione |                               |
|                                                   | Visano Rappresenta un medico che porge acqua con le mani ad un fanciullo, su fondo argentato ed una stella azzurra in alto a sinistra; sovrastante c'è una corona in argento e rosso e lo stemma è contenuto in due rametti, uno di ulivo a sinistra ed uno di quercia a destra che si intersecano in basso avvolti da un drappo azzurro. Sottostante lo stemma vi è la scritta VISANO su un drappo azzurro Gonfalone: Drappo partito di azzurro, riccamente ornato di ricami d'argento e caricato dello stemma comunale con le iscrizioni in argento, recanti la denominazione del Comune. L'asta verticale in metallo cromato porta una cravatta con nastro tricolore | NON PERVENUTO                 |
|                                                   | Vobarno Troncato d'azzurro e di rosso alla pigna, stelata e fogliata di due al naturale Gonfalone: Drappo di azzurro… |                               |
|                                                   | Zone Tre guglie sormontate da un grosso masso denominate "Piramidi di Zone" inserite in un riquadro con sfondo azzurro, le guglie sono di colore argilla, il masso all'apice di esse di 2 tonalità più scure, sotto il riquadro è riportata la dicitura "Communitas Alpina Zonensis" ed alla base del riquadro in posizione centrale due rami di abete incrociati | NON PERVENUTO                 |

## Ex comuni
| Stemma | Ex Comune e blasonatura | Gonfalone     |
| ------ | --- | ------------- |
|        | Prestine (dal 23 aprile 2016 soppresso per unione a Bienno) Di rosso, alla mucca di razza bruna alpina dal pelame al naturale, addestrata da un agnello rivoltato, dal vello d'argento, ambedue fermi sopra un terreno di verde; l'insieme accompagnato, nel cantone destro del capo, da una spiga d'argento dal gambo reciso e fogliato di verde. | NON PERVENUTO |
|        | Rivoltella del Garda (dal 29 luglio 1926 aggregato al comune di Desenzano del Garda) D’oro, alla quercia nodrita dalla campagna erbosa, fiancheggiato da un cignale grufolante a destra e da un capriolo a sinistra rampante sul fusto e tenente un ramo nella bocca, il tutto al naturale                                                         | NON PERVENUTO |